# Кастелларі — Марі тема
Тема Кастелларі — Марі — тема в шаховій композиції. Суть теми — вступним ходом саме білий король розв'язує свою фігуру «А», яка створює загрозу мату, і при цьому зв'язується інша біла фігура «В». Чорні в одному і тому ж варіанті захисту опосередковано зв'язують фігуру «А», й одночасно опосередковано розв'язують фігуру «В», яка й оголошує мат.

## Історія
Цю ідею запропонував в 1930 році італійський шаховий композитор Альберто Марі (14.06.1892 — 26.08.1953), внісши цікавий нюанс в тему Кастелларі-1, свого співвітчизника, італійського шахового композитора Умберто Кастелларі (18.11.1912 — 02.11.1976).
В початковій позиції задачі одна біла фігура знаходиться під зв'язкою, вступним ходом рішення білий король зв'язує іншу білу фігуру, але розв'язується перша фігура, в результаті чого створюється загроза мату щойно розв'язаною фігурою. Чорні в тематичному варіанті опосередковано зв'язують щойно розв'язану білу фігуру і опосередковано розв'язують іншу білу фігуру, яка була зв'язана, і тепер вона оголошує мат.
В зв'язку з тим, що А. Марі зробив новий внесок в тему Кастеларі-1, ідея дістала назву — тема Кастелларі — Марі. Тема Кастелларі — Марі відрізняється від теми Кастелларі-1 тим, що тут робить вступний хід саме білий король, а не інша фігура. Відмінність від теми Кастелларі — Шора в тому що, тут проходить зв'язування і розв'язування чорними не прямо, а опосередковано. Відмінність від теми Кастелларі — Кікко в тому, що тут вступний хід робить король, а не інша біла фігура.
|   | a | b | c | d | e | f | g | h |   |
| 8 | c8 білий король · d8 білий ферзь · c7 білий кінь · d7 чорний пішак · e7 чорна тура · g7 чорний пішак · b6 чорний пішак · f6 чорний король · g6 білий слон · h5 білий пішак · e4 біла тура · f4 білий пішак · a3 чорний слон · b3 чорний ферзь · c3 чорна тура · g3 білий кінь · b2 білий слон · h1 чорний слон | c8 білий король · d8 білий ферзь · c7 білий кінь · d7 чорний пішак · e7 чорна тура · g7 чорний пішак · b6 чорний пішак · f6 чорний король · g6 білий слон · h5 білий пішак · e4 біла тура · f4 білий пішак · a3 чорний слон · b3 чорний ферзь · c3 чорна тура · g3 білий кінь · b2 білий слон · h1 чорний слон | c8 білий король · d8 білий ферзь · c7 білий кінь · d7 чорний пішак · e7 чорна тура · g7 чорний пішак · b6 чорний пішак · f6 чорний король · g6 білий слон · h5 білий пішак · e4 біла тура · f4 білий пішак · a3 чорний слон · b3 чорний ферзь · c3 чорна тура · g3 білий кінь · b2 білий слон · h1 чорний слон | c8 білий король · d8 білий ферзь · c7 білий кінь · d7 чорний пішак · e7 чорна тура · g7 чорний пішак · b6 чорний пішак · f6 чорний король · g6 білий слон · h5 білий пішак · e4 біла тура · f4 білий пішак · a3 чорний слон · b3 чорний ферзь · c3 чорна тура · g3 білий кінь · b2 білий слон · h1 чорний слон | c8 білий король · d8 білий ферзь · c7 білий кінь · d7 чорний пішак · e7 чорна тура · g7 чорний пішак · b6 чорний пішак · f6 чорний король · g6 білий слон · h5 білий пішак · e4 біла тура · f4 білий пішак · a3 чорний слон · b3 чорний ферзь · c3 чорна тура · g3 білий кінь · b2 білий слон · h1 чорний слон | c8 білий король · d8 білий ферзь · c7 білий кінь · d7 чорний пішак · e7 чорна тура · g7 чорний пішак · b6 чорний пішак · f6 чорний король · g6 білий слон · h5 білий пішак · e4 біла тура · f4 білий пішак · a3 чорний слон · b3 чорний ферзь · c3 чорна тура · g3 білий кінь · b2 білий слон · h1 чорний слон | c8 білий король · d8 білий ферзь · c7 білий кінь · d7 чорний пішак · e7 чорна тура · g7 чорний пішак · b6 чорний пішак · f6 чорний король · g6 білий слон · h5 білий пішак · e4 біла тура · f4 білий пішак · a3 чорний слон · b3 чорний ферзь · c3 чорна тура · g3 білий кінь · b2 білий слон · h1 чорний слон | c8 білий король · d8 білий ферзь · c7 білий кінь · d7 чорний пішак · e7 чорна тура · g7 чорний пішак · b6 чорний пішак · f6 чорний король · g6 білий слон · h5 білий пішак · e4 біла тура · f4 білий пішак · a3 чорний слон · b3 чорний ферзь · c3 чорна тура · g3 білий кінь · b2 білий слон · h1 чорний слон | 8 |
| 7 | c8 білий король · d8 білий ферзь · c7 білий кінь · d7 чорний пішак · e7 чорна тура · g7 чорний пішак · b6 чорний пішак · f6 чорний король · g6 білий слон · h5 білий пішак · e4 біла тура · f4 білий пішак · a3 чорний слон · b3 чорний ферзь · c3 чорна тура · g3 білий кінь · b2 білий слон · h1 чорний слон | c8 білий король · d8 білий ферзь · c7 білий кінь · d7 чорний пішак · e7 чорна тура · g7 чорний пішак · b6 чорний пішак · f6 чорний король · g6 білий слон · h5 білий пішак · e4 біла тура · f4 білий пішак · a3 чорний слон · b3 чорний ферзь · c3 чорна тура · g3 білий кінь · b2 білий слон · h1 чорний слон | c8 білий король · d8 білий ферзь · c7 білий кінь · d7 чорний пішак · e7 чорна тура · g7 чорний пішак · b6 чорний пішак · f6 чорний король · g6 білий слон · h5 білий пішак · e4 біла тура · f4 білий пішак · a3 чорний слон · b3 чорний ферзь · c3 чорна тура · g3 білий кінь · b2 білий слон · h1 чорний слон | c8 білий король · d8 білий ферзь · c7 білий кінь · d7 чорний пішак · e7 чорна тура · g7 чорний пішак · b6 чорний пішак · f6 чорний король · g6 білий слон · h5 білий пішак · e4 біла тура · f4 білий пішак · a3 чорний слон · b3 чорний ферзь · c3 чорна тура · g3 білий кінь · b2 білий слон · h1 чорний слон | c8 білий король · d8 білий ферзь · c7 білий кінь · d7 чорний пішак · e7 чорна тура · g7 чорний пішак · b6 чорний пішак · f6 чорний король · g6 білий слон · h5 білий пішак · e4 біла тура · f4 білий пішак · a3 чорний слон · b3 чорний ферзь · c3 чорна тура · g3 білий кінь · b2 білий слон · h1 чорний слон | c8 білий король · d8 білий ферзь · c7 білий кінь · d7 чорний пішак · e7 чорна тура · g7 чорний пішак · b6 чорний пішак · f6 чорний король · g6 білий слон · h5 білий пішак · e4 біла тура · f4 білий пішак · a3 чорний слон · b3 чорний ферзь · c3 чорна тура · g3 білий кінь · b2 білий слон · h1 чорний слон | c8 білий король · d8 білий ферзь · c7 білий кінь · d7 чорний пішак · e7 чорна тура · g7 чорний пішак · b6 чорний пішак · f6 чорний король · g6 білий слон · h5 білий пішак · e4 біла тура · f4 білий пішак · a3 чорний слон · b3 чорний ферзь · c3 чорна тура · g3 білий кінь · b2 білий слон · h1 чорний слон | c8 білий король · d8 білий ферзь · c7 білий кінь · d7 чорний пішак · e7 чорна тура · g7 чорний пішак · b6 чорний пішак · f6 чорний король · g6 білий слон · h5 білий пішак · e4 біла тура · f4 білий пішак · a3 чорний слон · b3 чорний ферзь · c3 чорна тура · g3 білий кінь · b2 білий слон · h1 чорний слон | 7 |
| 6 | c8 білий король · d8 білий ферзь · c7 білий кінь · d7 чорний пішак · e7 чорна тура · g7 чорний пішак · b6 чорний пішак · f6 чорний король · g6 білий слон · h5 білий пішак · e4 біла тура · f4 білий пішак · a3 чорний слон · b3 чорний ферзь · c3 чорна тура · g3 білий кінь · b2 білий слон · h1 чорний слон | c8 білий король · d8 білий ферзь · c7 білий кінь · d7 чорний пішак · e7 чорна тура · g7 чорний пішак · b6 чорний пішак · f6 чорний король · g6 білий слон · h5 білий пішак · e4 біла тура · f4 білий пішак · a3 чорний слон · b3 чорний ферзь · c3 чорна тура · g3 білий кінь · b2 білий слон · h1 чорний слон | c8 білий король · d8 білий ферзь · c7 білий кінь · d7 чорний пішак · e7 чорна тура · g7 чорний пішак · b6 чорний пішак · f6 чорний король · g6 білий слон · h5 білий пішак · e4 біла тура · f4 білий пішак · a3 чорний слон · b3 чорний ферзь · c3 чорна тура · g3 білий кінь · b2 білий слон · h1 чорний слон | c8 білий король · d8 білий ферзь · c7 білий кінь · d7 чорний пішак · e7 чорна тура · g7 чорний пішак · b6 чорний пішак · f6 чорний король · g6 білий слон · h5 білий пішак · e4 біла тура · f4 білий пішак · a3 чорний слон · b3 чорний ферзь · c3 чорна тура · g3 білий кінь · b2 білий слон · h1 чорний слон | c8 білий король · d8 білий ферзь · c7 білий кінь · d7 чорний пішак · e7 чорна тура · g7 чорний пішак · b6 чорний пішак · f6 чорний король · g6 білий слон · h5 білий пішак · e4 біла тура · f4 білий пішак · a3 чорний слон · b3 чорний ферзь · c3 чорна тура · g3 білий кінь · b2 білий слон · h1 чорний слон | c8 білий король · d8 білий ферзь · c7 білий кінь · d7 чорний пішак · e7 чорна тура · g7 чорний пішак · b6 чорний пішак · f6 чорний король · g6 білий слон · h5 білий пішак · e4 біла тура · f4 білий пішак · a3 чорний слон · b3 чорний ферзь · c3 чорна тура · g3 білий кінь · b2 білий слон · h1 чорний слон | c8 білий король · d8 білий ферзь · c7 білий кінь · d7 чорний пішак · e7 чорна тура · g7 чорний пішак · b6 чорний пішак · f6 чорний король · g6 білий слон · h5 білий пішак · e4 біла тура · f4 білий пішак · a3 чорний слон · b3 чорний ферзь · c3 чорна тура · g3 білий кінь · b2 білий слон · h1 чорний слон | c8 білий король · d8 білий ферзь · c7 білий кінь · d7 чорний пішак · e7 чорна тура · g7 чорний пішак · b6 чорний пішак · f6 чорний король · g6 білий слон · h5 білий пішак · e4 біла тура · f4 білий пішак · a3 чорний слон · b3 чорний ферзь · c3 чорна тура · g3 білий кінь · b2 білий слон · h1 чорний слон | 6 |
| 5 | c8 білий король · d8 білий ферзь · c7 білий кінь · d7 чорний пішак · e7 чорна тура · g7 чорний пішак · b6 чорний пішак · f6 чорний король · g6 білий слон · h5 білий пішак · e4 біла тура · f4 білий пішак · a3 чорний слон · b3 чорний ферзь · c3 чорна тура · g3 білий кінь · b2 білий слон · h1 чорний слон | c8 білий король · d8 білий ферзь · c7 білий кінь · d7 чорний пішак · e7 чорна тура · g7 чорний пішак · b6 чорний пішак · f6 чорний король · g6 білий слон · h5 білий пішак · e4 біла тура · f4 білий пішак · a3 чорний слон · b3 чорний ферзь · c3 чорна тура · g3 білий кінь · b2 білий слон · h1 чорний слон | c8 білий король · d8 білий ферзь · c7 білий кінь · d7 чорний пішак · e7 чорна тура · g7 чорний пішак · b6 чорний пішак · f6 чорний король · g6 білий слон · h5 білий пішак · e4 біла тура · f4 білий пішак · a3 чорний слон · b3 чорний ферзь · c3 чорна тура · g3 білий кінь · b2 білий слон · h1 чорний слон | c8 білий король · d8 білий ферзь · c7 білий кінь · d7 чорний пішак · e7 чорна тура · g7 чорний пішак · b6 чорний пішак · f6 чорний король · g6 білий слон · h5 білий пішак · e4 біла тура · f4 білий пішак · a3 чорний слон · b3 чорний ферзь · c3 чорна тура · g3 білий кінь · b2 білий слон · h1 чорний слон | c8 білий король · d8 білий ферзь · c7 білий кінь · d7 чорний пішак · e7 чорна тура · g7 чорний пішак · b6 чорний пішак · f6 чорний король · g6 білий слон · h5 білий пішак · e4 біла тура · f4 білий пішак · a3 чорний слон · b3 чорний ферзь · c3 чорна тура · g3 білий кінь · b2 білий слон · h1 чорний слон | c8 білий король · d8 білий ферзь · c7 білий кінь · d7 чорний пішак · e7 чорна тура · g7 чорний пішак · b6 чорний пішак · f6 чорний король · g6 білий слон · h5 білий пішак · e4 біла тура · f4 білий пішак · a3 чорний слон · b3 чорний ферзь · c3 чорна тура · g3 білий кінь · b2 білий слон · h1 чорний слон | c8 білий король · d8 білий ферзь · c7 білий кінь · d7 чорний пішак · e7 чорна тура · g7 чорний пішак · b6 чорний пішак · f6 чорний король · g6 білий слон · h5 білий пішак · e4 біла тура · f4 білий пішак · a3 чорний слон · b3 чорний ферзь · c3 чорна тура · g3 білий кінь · b2 білий слон · h1 чорний слон | c8 білий король · d8 білий ферзь · c7 білий кінь · d7 чорний пішак · e7 чорна тура · g7 чорний пішак · b6 чорний пішак · f6 чорний король · g6 білий слон · h5 білий пішак · e4 біла тура · f4 білий пішак · a3 чорний слон · b3 чорний ферзь · c3 чорна тура · g3 білий кінь · b2 білий слон · h1 чорний слон | 5 |
| 4 | c8 білий король · d8 білий ферзь · c7 білий кінь · d7 чорний пішак · e7 чорна тура · g7 чорний пішак · b6 чорний пішак · f6 чорний король · g6 білий слон · h5 білий пішак · e4 біла тура · f4 білий пішак · a3 чорний слон · b3 чорний ферзь · c3 чорна тура · g3 білий кінь · b2 білий слон · h1 чорний слон | c8 білий король · d8 білий ферзь · c7 білий кінь · d7 чорний пішак · e7 чорна тура · g7 чорний пішак · b6 чорний пішак · f6 чорний король · g6 білий слон · h5 білий пішак · e4 біла тура · f4 білий пішак · a3 чорний слон · b3 чорний ферзь · c3 чорна тура · g3 білий кінь · b2 білий слон · h1 чорний слон | c8 білий король · d8 білий ферзь · c7 білий кінь · d7 чорний пішак · e7 чорна тура · g7 чорний пішак · b6 чорний пішак · f6 чорний король · g6 білий слон · h5 білий пішак · e4 біла тура · f4 білий пішак · a3 чорний слон · b3 чорний ферзь · c3 чорна тура · g3 білий кінь · b2 білий слон · h1 чорний слон | c8 білий король · d8 білий ферзь · c7 білий кінь · d7 чорний пішак · e7 чорна тура · g7 чорний пішак · b6 чорний пішак · f6 чорний король · g6 білий слон · h5 білий пішак · e4 біла тура · f4 білий пішак · a3 чорний слон · b3 чорний ферзь · c3 чорна тура · g3 білий кінь · b2 білий слон · h1 чорний слон | c8 білий король · d8 білий ферзь · c7 білий кінь · d7 чорний пішак · e7 чорна тура · g7 чорний пішак · b6 чорний пішак · f6 чорний король · g6 білий слон · h5 білий пішак · e4 біла тура · f4 білий пішак · a3 чорний слон · b3 чорний ферзь · c3 чорна тура · g3 білий кінь · b2 білий слон · h1 чорний слон | c8 білий король · d8 білий ферзь · c7 білий кінь · d7 чорний пішак · e7 чорна тура · g7 чорний пішак · b6 чорний пішак · f6 чорний король · g6 білий слон · h5 білий пішак · e4 біла тура · f4 білий пішак · a3 чорний слон · b3 чорний ферзь · c3 чорна тура · g3 білий кінь · b2 білий слон · h1 чорний слон | c8 білий король · d8 білий ферзь · c7 білий кінь · d7 чорний пішак · e7 чорна тура · g7 чорний пішак · b6 чорний пішак · f6 чорний король · g6 білий слон · h5 білий пішак · e4 біла тура · f4 білий пішак · a3 чорний слон · b3 чорний ферзь · c3 чорна тура · g3 білий кінь · b2 білий слон · h1 чорний слон | c8 білий король · d8 білий ферзь · c7 білий кінь · d7 чорний пішак · e7 чорна тура · g7 чорний пішак · b6 чорний пішак · f6 чорний король · g6 білий слон · h5 білий пішак · e4 біла тура · f4 білий пішак · a3 чорний слон · b3 чорний ферзь · c3 чорна тура · g3 білий кінь · b2 білий слон · h1 чорний слон | 4 |
| 3 | c8 білий король · d8 білий ферзь · c7 білий кінь · d7 чорний пішак · e7 чорна тура · g7 чорний пішак · b6 чорний пішак · f6 чорний король · g6 білий слон · h5 білий пішак · e4 біла тура · f4 білий пішак · a3 чорний слон · b3 чорний ферзь · c3 чорна тура · g3 білий кінь · b2 білий слон · h1 чорний слон | c8 білий король · d8 білий ферзь · c7 білий кінь · d7 чорний пішак · e7 чорна тура · g7 чорний пішак · b6 чорний пішак · f6 чорний король · g6 білий слон · h5 білий пішак · e4 біла тура · f4 білий пішак · a3 чорний слон · b3 чорний ферзь · c3 чорна тура · g3 білий кінь · b2 білий слон · h1 чорний слон | c8 білий король · d8 білий ферзь · c7 білий кінь · d7 чорний пішак · e7 чорна тура · g7 чорний пішак · b6 чорний пішак · f6 чорний король · g6 білий слон · h5 білий пішак · e4 біла тура · f4 білий пішак · a3 чорний слон · b3 чорний ферзь · c3 чорна тура · g3 білий кінь · b2 білий слон · h1 чорний слон | c8 білий король · d8 білий ферзь · c7 білий кінь · d7 чорний пішак · e7 чорна тура · g7 чорний пішак · b6 чорний пішак · f6 чорний король · g6 білий слон · h5 білий пішак · e4 біла тура · f4 білий пішак · a3 чорний слон · b3 чорний ферзь · c3 чорна тура · g3 білий кінь · b2 білий слон · h1 чорний слон | c8 білий король · d8 білий ферзь · c7 білий кінь · d7 чорний пішак · e7 чорна тура · g7 чорний пішак · b6 чорний пішак · f6 чорний король · g6 білий слон · h5 білий пішак · e4 біла тура · f4 білий пішак · a3 чорний слон · b3 чорний ферзь · c3 чорна тура · g3 білий кінь · b2 білий слон · h1 чорний слон | c8 білий король · d8 білий ферзь · c7 білий кінь · d7 чорний пішак · e7 чорна тура · g7 чорний пішак · b6 чорний пішак · f6 чорний король · g6 білий слон · h5 білий пішак · e4 біла тура · f4 білий пішак · a3 чорний слон · b3 чорний ферзь · c3 чорна тура · g3 білий кінь · b2 білий слон · h1 чорний слон | c8 білий король · d8 білий ферзь · c7 білий кінь · d7 чорний пішак · e7 чорна тура · g7 чорний пішак · b6 чорний пішак · f6 чорний король · g6 білий слон · h5 білий пішак · e4 біла тура · f4 білий пішак · a3 чорний слон · b3 чорний ферзь · c3 чорна тура · g3 білий кінь · b2 білий слон · h1 чорний слон | c8 білий король · d8 білий ферзь · c7 білий кінь · d7 чорний пішак · e7 чорна тура · g7 чорний пішак · b6 чорний пішак · f6 чорний король · g6 білий слон · h5 білий пішак · e4 біла тура · f4 білий пішак · a3 чорний слон · b3 чорний ферзь · c3 чорна тура · g3 білий кінь · b2 білий слон · h1 чорний слон | 3 |
| 2 | c8 білий король · d8 білий ферзь · c7 білий кінь · d7 чорний пішак · e7 чорна тура · g7 чорний пішак · b6 чорний пішак · f6 чорний король · g6 білий слон · h5 білий пішак · e4 біла тура · f4 білий пішак · a3 чорний слон · b3 чорний ферзь · c3 чорна тура · g3 білий кінь · b2 білий слон · h1 чорний слон | c8 білий король · d8 білий ферзь · c7 білий кінь · d7 чорний пішак · e7 чорна тура · g7 чорний пішак · b6 чорний пішак · f6 чорний король · g6 білий слон · h5 білий пішак · e4 біла тура · f4 білий пішак · a3 чорний слон · b3 чорний ферзь · c3 чорна тура · g3 білий кінь · b2 білий слон · h1 чорний слон | c8 білий король · d8 білий ферзь · c7 білий кінь · d7 чорний пішак · e7 чорна тура · g7 чорний пішак · b6 чорний пішак · f6 чорний король · g6 білий слон · h5 білий пішак · e4 біла тура · f4 білий пішак · a3 чорний слон · b3 чорний ферзь · c3 чорна тура · g3 білий кінь · b2 білий слон · h1 чорний слон | c8 білий король · d8 білий ферзь · c7 білий кінь · d7 чорний пішак · e7 чорна тура · g7 чорний пішак · b6 чорний пішак · f6 чорний король · g6 білий слон · h5 білий пішак · e4 біла тура · f4 білий пішак · a3 чорний слон · b3 чорний ферзь · c3 чорна тура · g3 білий кінь · b2 білий слон · h1 чорний слон | c8 білий король · d8 білий ферзь · c7 білий кінь · d7 чорний пішак · e7 чорна тура · g7 чорний пішак · b6 чорний пішак · f6 чорний король · g6 білий слон · h5 білий пішак · e4 біла тура · f4 білий пішак · a3 чорний слон · b3 чорний ферзь · c3 чорна тура · g3 білий кінь · b2 білий слон · h1 чорний слон | c8 білий король · d8 білий ферзь · c7 білий кінь · d7 чорний пішак · e7 чорна тура · g7 чорний пішак · b6 чорний пішак · f6 чорний король · g6 білий слон · h5 білий пішак · e4 біла тура · f4 білий пішак · a3 чорний слон · b3 чорний ферзь · c3 чорна тура · g3 білий кінь · b2 білий слон · h1 чорний слон | c8 білий король · d8 білий ферзь · c7 білий кінь · d7 чорний пішак · e7 чорна тура · g7 чорний пішак · b6 чорний пішак · f6 чорний король · g6 білий слон · h5 білий пішак · e4 біла тура · f4 білий пішак · a3 чорний слон · b3 чорний ферзь · c3 чорна тура · g3 білий кінь · b2 білий слон · h1 чорний слон | c8 білий король · d8 білий ферзь · c7 білий кінь · d7 чорний пішак · e7 чорна тура · g7 чорний пішак · b6 чорний пішак · f6 чорний король · g6 білий слон · h5 білий пішак · e4 біла тура · f4 білий пішак · a3 чорний слон · b3 чорний ферзь · c3 чорна тура · g3 білий кінь · b2 білий слон · h1 чорний слон | 2 |
| 1 | c8 білий король · d8 білий ферзь · c7 білий кінь · d7 чорний пішак · e7 чорна тура · g7 чорний пішак · b6 чорний пішак · f6 чорний король · g6 білий слон · h5 білий пішак · e4 біла тура · f4 білий пішак · a3 чорний слон · b3 чорний ферзь · c3 чорна тура · g3 білий кінь · b2 білий слон · h1 чорний слон | c8 білий король · d8 білий ферзь · c7 білий кінь · d7 чорний пішак · e7 чорна тура · g7 чорний пішак · b6 чорний пішак · f6 чорний король · g6 білий слон · h5 білий пішак · e4 біла тура · f4 білий пішак · a3 чорний слон · b3 чорний ферзь · c3 чорна тура · g3 білий кінь · b2 білий слон · h1 чорний слон | c8 білий король · d8 білий ферзь · c7 білий кінь · d7 чорний пішак · e7 чорна тура · g7 чорний пішак · b6 чорний пішак · f6 чорний король · g6 білий слон · h5 білий пішак · e4 біла тура · f4 білий пішак · a3 чорний слон · b3 чорний ферзь · c3 чорна тура · g3 білий кінь · b2 білий слон · h1 чорний слон | c8 білий король · d8 білий ферзь · c7 білий кінь · d7 чорний пішак · e7 чорна тура · g7 чорний пішак · b6 чорний пішак · f6 чорний король · g6 білий слон · h5 білий пішак · e4 біла тура · f4 білий пішак · a3 чорний слон · b3 чорний ферзь · c3 чорна тура · g3 білий кінь · b2 білий слон · h1 чорний слон | c8 білий король · d8 білий ферзь · c7 білий кінь · d7 чорний пішак · e7 чорна тура · g7 чорний пішак · b6 чорний пішак · f6 чорний король · g6 білий слон · h5 білий пішак · e4 біла тура · f4 білий пішак · a3 чорний слон · b3 чорний ферзь · c3 чорна тура · g3 білий кінь · b2 білий слон · h1 чорний слон | c8 білий король · d8 білий ферзь · c7 білий кінь · d7 чорний пішак · e7 чорна тура · g7 чорний пішак · b6 чорний пішак · f6 чорний король · g6 білий слон · h5 білий пішак · e4 біла тура · f4 білий пішак · a3 чорний слон · b3 чорний ферзь · c3 чорна тура · g3 білий кінь · b2 білий слон · h1 чорний слон | c8 білий король · d8 білий ферзь · c7 білий кінь · d7 чорний пішак · e7 чорна тура · g7 чорний пішак · b6 чорний пішак · f6 чорний король · g6 білий слон · h5 білий пішак · e4 біла тура · f4 білий пішак · a3 чорний слон · b3 чорний ферзь · c3 чорна тура · g3 білий кінь · b2 білий слон · h1 чорний слон | c8 білий король · d8 білий ферзь · c7 білий кінь · d7 чорний пішак · e7 чорна тура · g7 чорний пішак · b6 чорний пішак · f6 чорний король · g6 білий слон · h5 білий пішак · e4 біла тура · f4 білий пішак · a3 чорний слон · b3 чорний ферзь · c3 чорна тура · g3 білий кінь · b2 білий слон · h1 чорний слон | 1 |
|   | a | b | c | d | e | f | g | h |   |

FEN: 2KQ4/2Npr1p1/1p3kB1/7P/4RP2/bqr3N1/1B6/7b
1. Kb7! ~ 2. Se8#
1. ... d5 2. Re6#
- — - — - — -
1. ... Qf7  2. Bxc3#
1. ... Bxe4 2. Sxe4#